# 史蒂芬森海峽
69°26′S 62°25′W / 69.433°S 62.417°W
史蒂芬森海峽是南極洲的海峽，長60公里、寬18公里，位於帕爾默地和赫斯特島之間，該海峽在1928年12月20日被澳大利亞極地探險家發現。